# الملاجي (الشغادرة)

تعديل مصدري - تعديل

الملاجي هي إحدى قرى عزلة الحواصلة بمديرية الشغادرة التابعة لمحافظة حجة، بلغ تعداد سكانها 20 نسمة حسب تعداد اليمن لعام 2004.